# Benz, Vorpommern-Greifswald
Benz là một đô thị trong huyện Vorpommern-Greifswald (trước thuộc huyện Ostvorpommern), bang Mecklenburg-Vorpommern, miền bắc nước Đức.